# Триселенид тетрависмута
Триселени́д тетрави́смута — бинарное неорганическое соединение
селена и висмута
с формулой Bi4Se3,
кристаллы.

## Получение
- В природе встречается минерал лайтакарит — Bi4(Se, S)3 с примесями Pb, Ag, Cu, Zn [1].

- Сплавление стехиометрических количеств чистых веществ:

{\displaystyle {\mathsf {4Bi+3Se\ {\xrightarrow {T}}\ Bi_{4}Se_{3}}}}

## Физические свойства
Триселенид тетрависмута образует кристаллы
тригональной сингонии, пространственная группа R 3m, параметры ячейки a = 0,4251 нм, c = 4,029 нм, Z = 3
.
Соединение образуется по перитектической реакции.